# Túri-hasadék

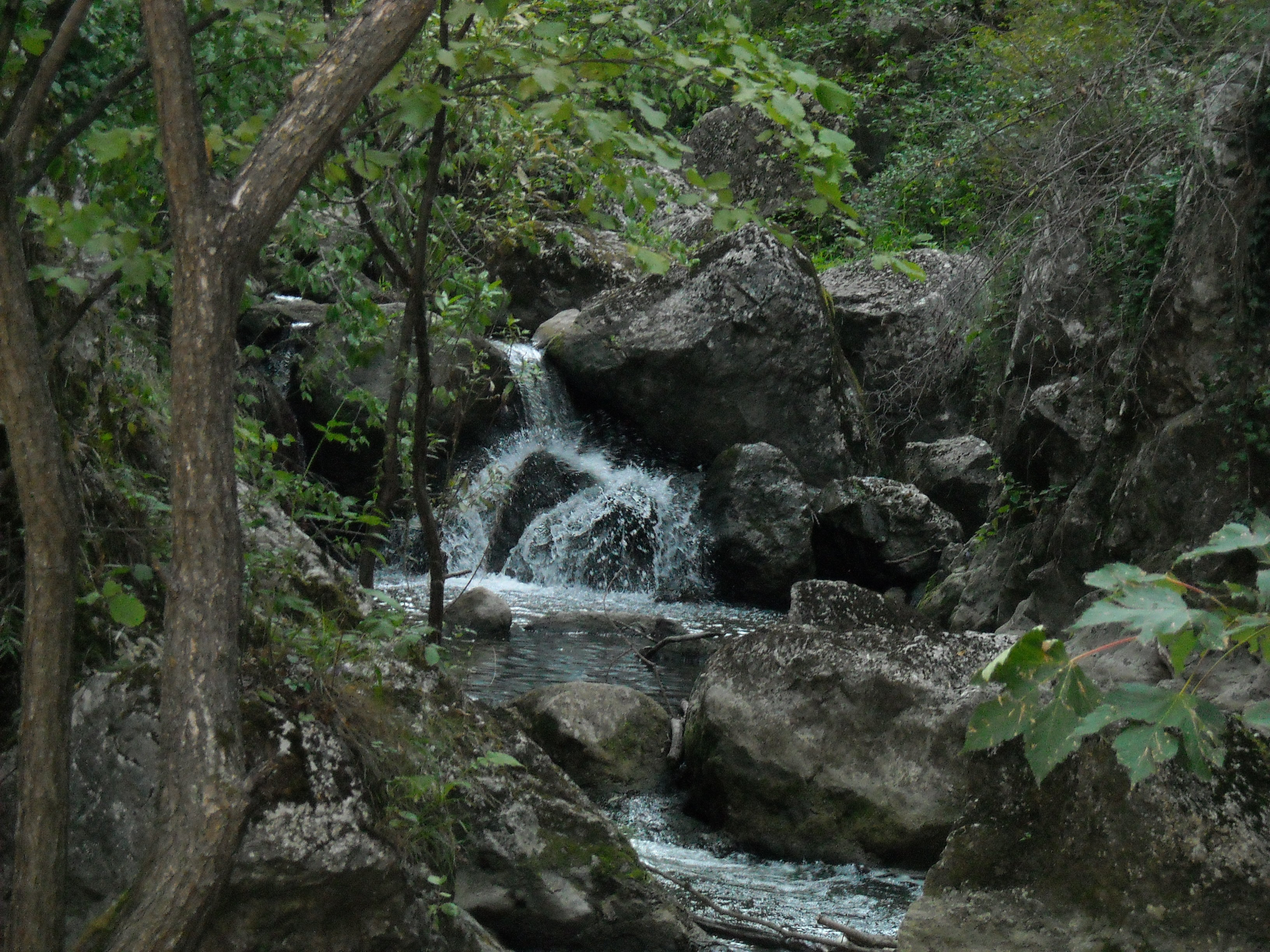

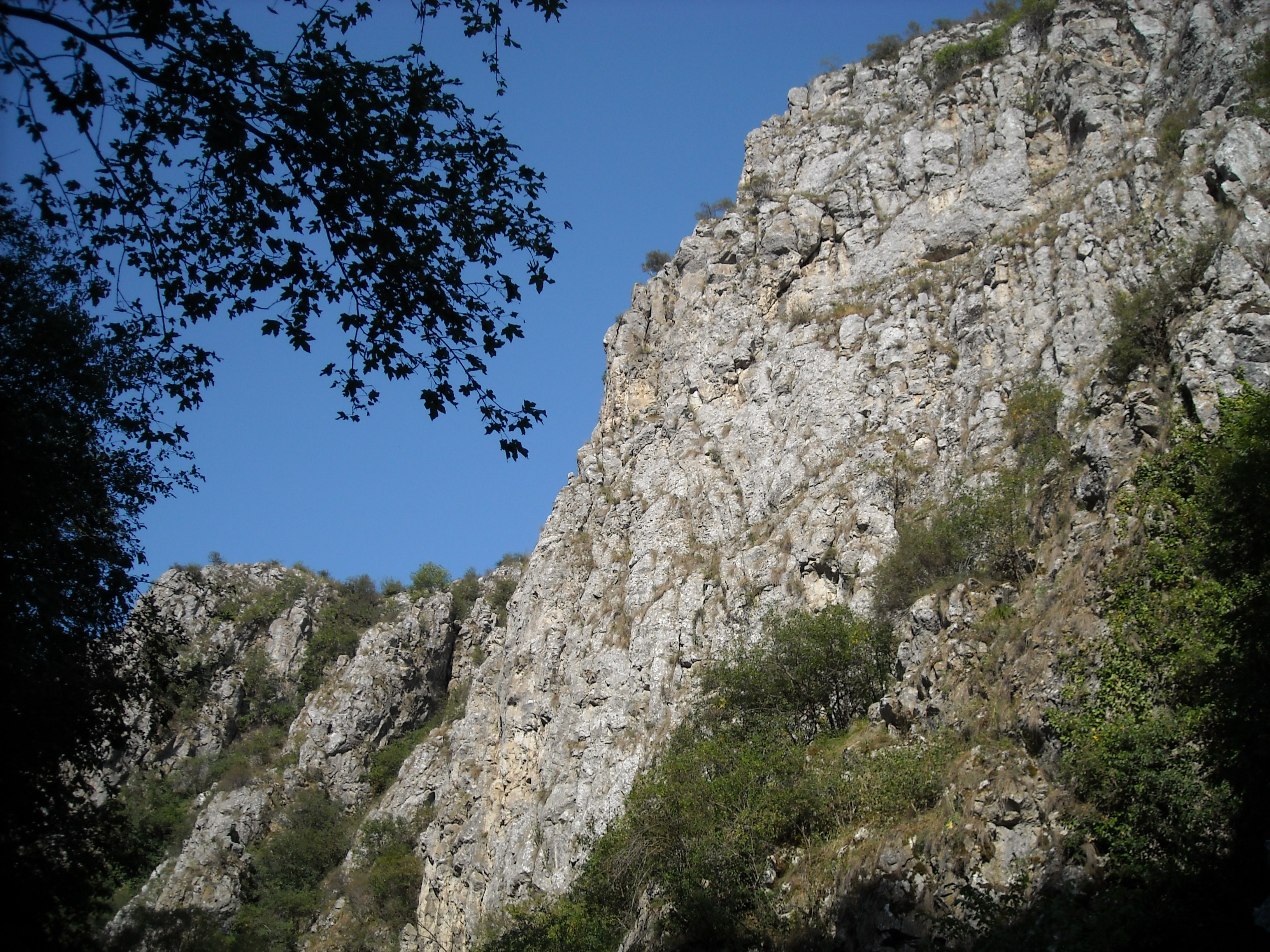

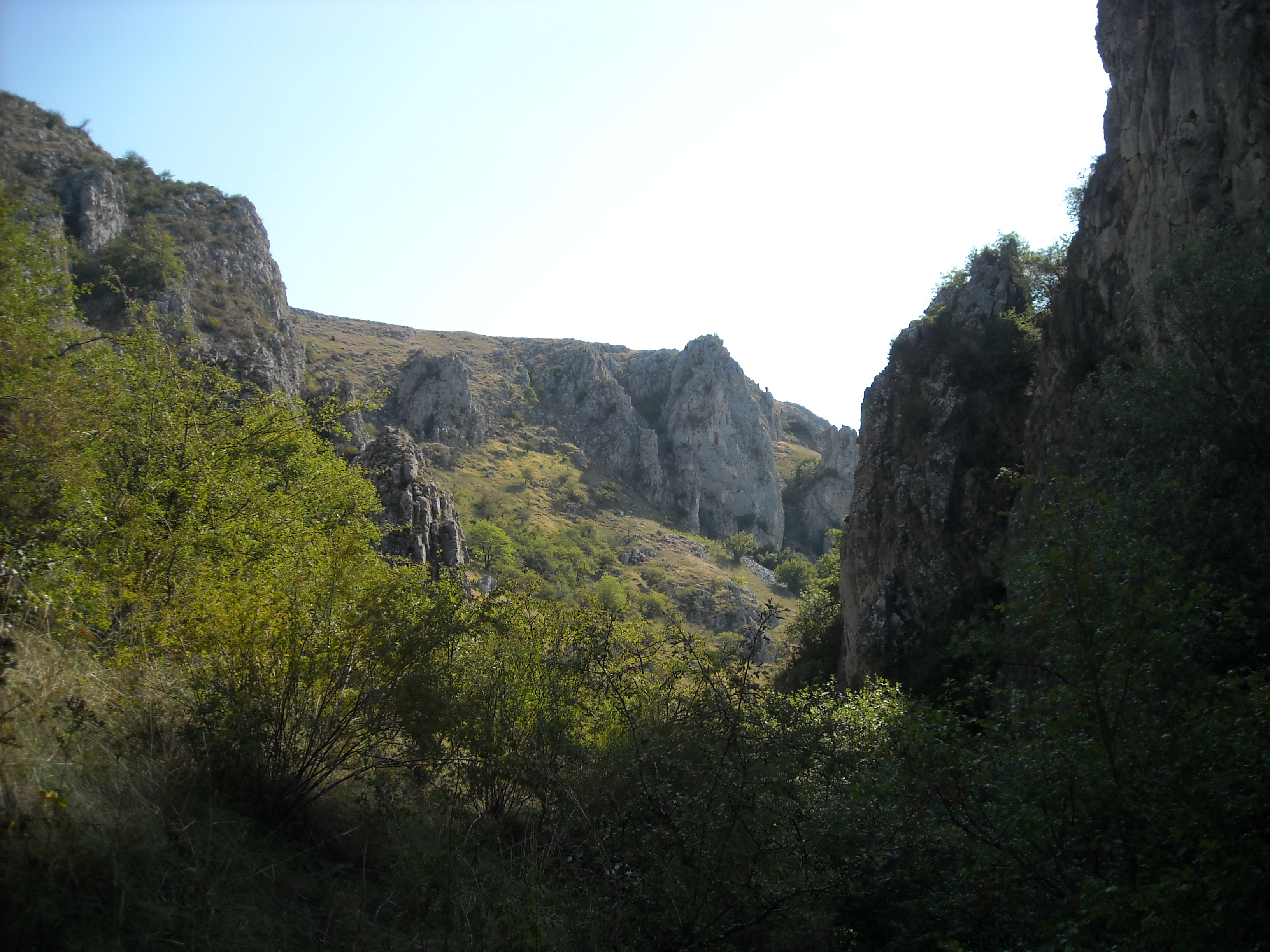

A Túri-hasadék vagy Túr-koppándi hasadék (románul Cheile Turului vagy Cheile Turenilor) országos jelentőségű természetvédelmi terület Romániában, Kolozs megyében. Az IUCN IV-es besorolású, azaz különleges élőhelynek minősülő 126,7 hektárnyi terület Tordától északra helyezkedik el, Tordatúr község területén.
A védettséget az 5/2000 számú törvény rendelte el. A természetvédelmi terület része a Natura 2000 hálózathoz tartozó nagyobb, 127,6 hektárnyi területnek.

## Fekvése
A Torockói-hegységben, Tordatúr és Koppánd között található, a Rák-patak mentén. Hossza 1850 méter, a völgy mélysége 100–150 méter közötti. Jobb  oldalról a Peterdi-tető (667 m), bal oldalról a Kőhegy (580 m) és a Koppánd-tető (530 m) határolják.

## Leírása
A Rák- vagy Rákos-patak mentén kanyargó szoros meredek falait jura kori mészkő alkotja, amelyben számos helyen szerves maradványok találhatóak. A mészkő felett törmelékkőből, kavicskőből és homokkőből álló rétegek helyezkednek el. A sziklákból az erózió festői alakzatokat és barlangokat alakított ki. A szoros közepén, ahol a Decsenge-csermely a Rákos-patakba torkollik, Czárán Gyula katedrálist és Szent László-szobrot, Orbán Balázs Szent István-szobrot vélt kibontakozni a sziklaalakzatokból. A hasadékban 29 kis méretű barlang található (a leghosszabb is csak 64 méter hosszúságú), és 53 trák kori vagy azelőtti lakás nyomait tárták fel. 1905 óta Czárán Gyula jóvoltából a hasadékon át turistaösvény vezet; a neves turisztikai szakember, útépítő, barlangkutató emlékére az Erdélyi Kárpát Egyesület 1999-ben emléktáblát helyezett el a hasadék Koppánd felőli bejáratánál. 2018-ban felújított túraútvonalat adtak át.

## Élővilága
A természetvédelmi területen a következő növények találhatók: erdélyi berkenye (Sorbus dacica), déli berkenye (Sorbus graeca), cserlevelű gyöngyvessző (Spiraea chamaedryfolia), közönséges farkasalma (Aristolochia clematitis), Hoppe-pitypang (Taraxacum hoppeanum), gyászoló imola (Centaurea atropurpurea), keskenylevelű ezüstvirág (Paronychia cephalotes), Joó-ibolya (Viola jooi), sárga hagyma (Allium flavum), apró lucerna (Medicago minima), márványos kövirózsa  (Sempervivum marmoreum), szikár habszegfű (Silene otites), csipkés gyöngyvessző (Spiraea crenata), üstökös kakukkfű (Thymus comosus), szirti sziklaiternye (Aurinia saxatilis) és Waldstein-pimpó (Waldsteinia geoides).
A faunát az európai vidra (Lutra lutra), illetve néhány kétéltű-, hal-, lepke. és rovarfajta képviseli, például: sárgahasú unka (Bombina variegata), vöröshasú unka (Bombina bombina), erdélyi pettyes gőte (Triturus vulgaris ampelensis), vágó csík (Cobitis taenia), Petényi-márna (Barbus petenyi), Rhodeus amarus, homoki küllő (Romanogobio kesslerii), díszes tarkalepke (Euphydryas maturna), csíkos medvelepke Callimorpha quadripunctaria, díszes tarkalepke (Euphydryas maturna) és keleti mustárlepke (Leptidea morsei).

## Fordítás
Ez a szócikk részben vagy egészben  a   Cheile Turului című román Wikipédia-szócikk ezen változatának fordításán alapul.  Az eredeti cikk szerkesztőit annak laptörténete sorolja fel. Ez a jelzés csupán a megfogalmazás eredetét és a szerzői jogokat jelzi, nem szolgál a cikkben szereplő információk forrásmegjelöléseként.